# Hach Ahmed
Hach Ahmed Bericalla también conocido como Hach Uld Ahmed (Villa Cisneros, Sahara español, 1957) es un político y diplomático saharaui. Desde 26 de abril de 2020 es Primer Secretario del Movimiento Saharauis por la Paz creado en abril de 2020 que reivindica un acuerdo político entre las partes, compromisos con "soluciones posibles" con garantías internacionales y opciones a la libre determinación. Trabajó en el servicio exterior del Frente Polisario desde 1985 siendo nombrado en 1986 representante del Frente Polisario en España y posteriormente embajador en Venezuela. En 2007 fue nombrado Ministro de la República Árabe Saharaui Democrática para las relaciones con América Latina y el Caribe y en 2011 Ministro de Cooperación, cargo del que dimitió a los seis meses reincorporándose al servicio exterior en misiones de nuevo en América Latina. En 2017 impulsó junto a un grupo de cuadros civiles y militares, Iniciativa Saharaui por el Cambio pidiendo ser reconocida como corriente política interna de Frente Polisario.  

## Biografía
Nació en Dajla, conocida durante la época del Sahara español como Villa Cisneros. Es el hijo menor del notable saharaui Ahmed Uld Baricalla, miembro de las Tropas Nómadas del ejército español una de las figuras pioneras del movimiento independentista saharaui  y hermano del diplomático del Frente Polisario Bujari Ahmed (1952-2018). Creció en Dajla aunque recorrió con su familia varias localidades del interior (Auserd, Argub, Tichla, etc.,) siguiendo los destinos de su padre, explica. Inició sus estudios secundarios en Villa Cisneros y realizó el bachillerato en El Aaiún. Aquejado de asma su hermano Bujari le llevaba al interior del desierto, a un clima seco.
Sus primeros contactos con el Frente Polisario fue en su época de estudiante de secundaria en Dajla. Cuando España abandonó el territorio del Sáhara Occidental siguió a su familia que se instaló en los campamentos de refugiados del Frente Polisario. Tras un periodo de entrenamiento, a finales de 1978 empezó a trabajar en el departamento de información. En 1985 se incorporó al servicio exterior. Un año, en 1986, fue nombrado representante del Frente Polisario en España. Su siguiente destino fue América Latina primero como embajador en Venezuela y posteriormente en 2007 fue nombrado Ministro de la República Árabe Saharaui Democrática para las relaciones con América Latina y el Caribe. Permaneció en este puesto hasta finales de 2011 cuando asumió el ministerio de Cooperación, un puesto que asumió durante seis meses antes de presentar su dimisión. Regresó de nuevo a su trabajo en el exterior hasta 2015.   
Fue en ese periodo, explica en una entrevista en 2020 cuando empezó su distanciamiento con la dirección del Polisario tras una carta publicada con motivo del XIV Congreso.

### Iniciativa Saharaui por el cambio
En 2017, junto a un grupo de cuadros civiles y militares, creó Iniciativa Saharaui por el Cambio (ISC) presentándose como “moderada, reformista y renovadora” pidiendo ser reconocida como corriente política interna del Frente Polisario con el objetivo de “enriquecer el debate interno y evitar que se cierre en falso”, denunciando  “abusos de poder” y “estrategias erróneas” de la actual dirección.
En junio de 2019 se realizó la primera asamblea en San Sebastián (España) y en el manifiesto aprobado ISC alertaba de la “falta de mecanismos democráticos creíbles capaces de canalizar las críticas” en el Polisario, “el deterioro de los servicios sociales en los campamentos”, la falta de expectativas de los jóvenes (el 60% de la población) o “el crecimiento de la corrupción y el tribalismo”.
El 17 de junio fue detenido en los campamentos de refugiados Mulay Abba Buzeid tras una concentración ante las oficinas de la agencia de la ONU para los refugiados (ACNUR) en Rabuni, capital administrativa de los campamentos de refugiados, para reclamar libertad de expresión y movimiento y un día después fue también detenido Bua Da Mohamed Fadel Breica, nacido en el Sahara, de 51 años, y con pasaporte y nacionalidad española ambos coordinadores en los campos de refugiados de Iniciativa Saharaui para el Cambio. “Extraoficialmente se supo que las acusaciones contra los detenidos tienen que ver con sus críticas en las redes sociales hacia la gestión de algunos dirigentes del Frente Polisario”, denunció ISC en una carta dirigida a la ONG Human Rights Watch aunque el Frente Polisario no facilitó una explicación sobre las detenciones.
Tras el XV Congreso, celebrado en diciembre de 2019, al ver que todo intento de cambiar desde dentro era imposible inició un proceso de reflexión y de debates que culminó en la constitución del Movimiento Saharauis por la Paz, el 22 de abril de 2020.
En una entrevista en 2020 denuncia la situación de privilegio de algunos de los líderes del Frente Polisario y la situación de seguridad y represión en las cárceles secretas del Polisario de las que asegura tomó especialmente conciencia un año antes con casos concretos. "Lo deseable es que el Polisario, como debería ser, empiece a acostumbrarse a convivir con otras ideas y corrientes políticas distintas y, en lugar de atrincherarse en posturas insostenibles" señala.

## Movimiento Saharauis por la Paz
Desde su fundación el 22 de abril de 2020 Hash Ahmed coordina una gestora bajo el cargo de Primer Secretario de Saharauis por la Paz, movimiento que  denuncia "el persistente estancamiento y la falta de perspectivas en cuanto a la solución del problema saharaui".

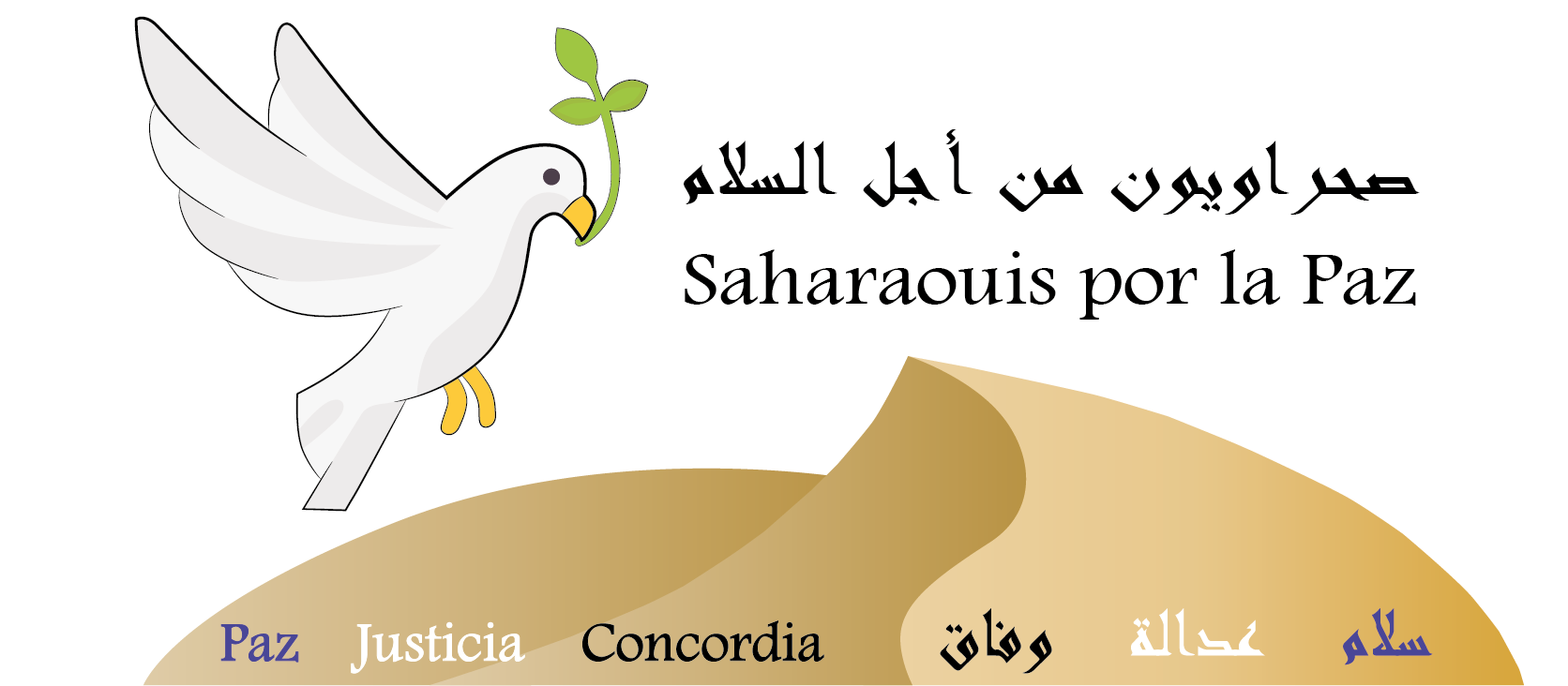
Saharauis por la Paz

El manifiesto fundacional del Movimiento Saharauis por la Paz (MSP) asegura que en XV Congreso del Frente Polisario ha quedado evidente que el sistema político o el movimiento que ha dirigido los destinos de nuestro pueblo en los últimos 50 años se encuentra agotado y sin capacidad de renovación, ni voluntad para abrirse a ideas o iniciativas nuevas que saquen a nuestro pueblo del túnel en el que se encuentra y lo encaminen hacia un futuro mejor, un futuro de libertad y de progreso.
Para este movimiento la solución del Sáhara Occidental pasa por "un acuerdo político entre las partes, con garantías internacionales y opciones a la libre determinación. Ha de contemplar igualmente un plan de reconstrucción integral, la puesta en marcha de nuevos proyectos de desarrollo e infraestructuras socio-económicas y por último el retorno de los refugiados saharauis en condiciones de libertad y dignidad."
Entre los principios y valores que asume MSP destaca la defensa de la convivencia, la igualdad, el reparto equitativo de la riqueza, así como la protección de los derechos humanos, económicos, sociales y culturales de la población.